# 趙增榮
趙增榮（1850年—？），字鴻橋，四川省敘州府宜賓縣（今中华人民共和国四川省宜賓市）人，清朝政治人物、進士出身。
監生出身。同治十二年癸酉科順天鄉試中舉。次年，登進士二甲第十二名，改庶吉士。光緒二年，任翰林院編修。光緒四年，任國史館協修。光緒五年，任武英殿纂修。光緒七年，任武英殿總纂。光緒八年，任武英殿提調。光緒九年，任湖廣道監察御史。光緒十年，任山西道監察御史。光緒十三年，任山東道監察御史。光緒十八年，任浙江道監察御史，稽查舊太倉事務。光緒十八年，任廣西道監察御史、江西南安府知府。